# Старотукмаклинский сельсовет
Старотукмаклинский сельсовет — муниципальное образование в Кушнаренковском районе Башкортостана.
Административный центр — село Старые Тукмаклы.

## История
Согласно Закону о границах, статусе и административных центрах муниципальных образований в Республике Башкортостан имеет статус сельского поселения.

## Население
| 2002  | 2009  | 2010  | 2012  | 2013  | 2014  | 2015  |
| ----- | ----- | ----- | ----- | ----- | ----- | ----- |
| 2159  | ↗2481 | ↘2109 | ↘2070 | ↘2051 | ↘2020 | →2020 |
| 2016  | 2017  | 2018  |       |       |       |       |
| ↘2005 | ↘1975 | ↘1939 |       |       |       |       |

## Состав сельского поселения
| № | Населённый пункт | Тип населённого пункта       | Население |
| - | ---------------- | ---------------------------- | --------- |
| 1 | Старые Тукмаклы  | село, административный центр | ↘728      |
| 2 | Казарма          | село                         | ↘510      |
| 3 | Каратяки         | село                         | ↘370      |
| 4 | Угузево          | деревня                      | ↘304      |
| 5 | Новые Тукмаклы   | село                         | ↘197      |

## Известные уроженцы
- Аюпов, Риф Салихович (2 сентября 1939 — 28 января 2015) — советский и российский историк и педагог, доктор исторических наук, профессор, заслуженный работник высшей школы Российской Федерации (1998), почётный работник высшего профессионального образования Российской Федерации (2001)[13].
- Мударисов, Миннегали Закирович (23 февраля 1947 — 24 марта 2015) — советский биатлонист, советский и российский тренер по биатлону. Мастер спорта СССР (1971), заслуженный тренер РСФСР (1989)[14].
- Мустаев, Хашим Фатыхович (11 сентября 1918 —  24 декабря 2015) — артист балета, педагог-балетмейстер, заслуженный работник культуры БАССР(1988), заслуженный деятель искусств Республики Башкортостан (1999), лауреат республиканской премии им. Мажита Гафури, один из основоположников профессионального балетного искусства и башкирской народной хореографии[15][16].